# Ichneumon sexcinctus
Ichneumon sexcinctus är en stekelart som beskrevs av Johann Ludwig Christian Gravenhorst 1829. Ichneumon sexcinctus ingår i släktet Ichneumon och familjen brokparasitsteklar. Inga underarter finns listade i Catalogue of Life.